# Saulzoir
Saulzoir è un comune francese di 1 714 abitanti situato nel dipartimento del Nord nella regione dell'Alta Francia.
Il territorio comunale è bagnato dal fiume Selle.

## Società

### Evoluzione demografica
Abitanti censiti